# Eana (insecto)

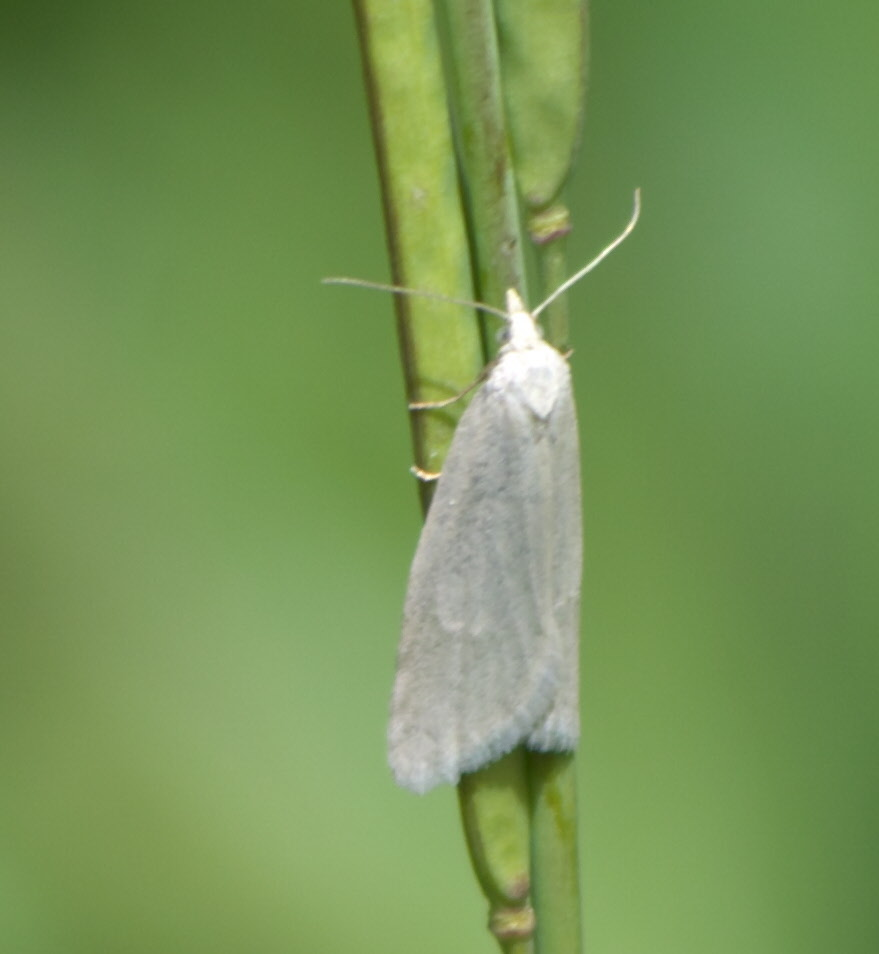
Eana

Eana es un género de lepidópteros ditrisios de la familia Tortricidae. La mayoría son de distribución paleártica, con unas pocas especies en el Neártico.

## Especies
- Eana agricolana Kennel, 1918
- Eana alpestris  Réal, 1953
- Eana alpicola  Réal, 1953
- Eana amseli  Razowski, 1959
- Eana andreana  Kennel, 1918
- Eana angulella  Thunberg, 1788
- Eana antiphila  Meyrick, 1913
- Eana argentana  Clerck, 1759
- Eana batangiana  Razowski, 1965
- Eana bellana  Curtis, 1826
- Eana biformana  Hauder, 1913
- Eana biformana  Réal, 1953
- Eana biruptana  Chrétien, 1911
- Eana boreana  Zetterstedt, 1840
- Eana borreoni  Réal, 1953
- Eana buvati  Réal, 1953
- Eana candidana  Laharpe, 1858
- Eana canescana  Guenée, 1845
- Eana cantiana  Curtis, 1826
- Eana caradjai  Razowski, 1965
- Eana cinerana  Westwood & Humphreys, 1845
- Eana clarana  Réal, 1953
- Eana clercana  Joannis, 1908
- Eana colossa  Caradja, 1916
- Eana colquhounana  Barrett, 1884
- Eana cottiana  Chrétien, 1898
- Eana cyanescana  Réal, 1953
- Eana darvaza  Obraztsov, 1943
- Eana derivana  Delaharpe, 1858
- Eana diurneana  Guenée, 1845
- Eana dominicana  Kennel, 1918
- Eana dumonti  Réal, 1953
- Eana evisa  Schawerda, 1929
- Eana filipjevi  Réal, 1953
- Eana fiorana  Razowski, 1959
- Eana freii  Weber, 1945
- Eana georgiella  Hulst, 1887
- Eana guajaresana Gastón, Revilla & Morente, 2019[2]
- Eana goiiana  Linnaeus, 1761
- Eana gouana  Linnaeus, 1767
- Eana govana  Fabricius, 1775
- Eana grisescana  Réal, 1953
- Eana herzegovinae  Razowski, 1959
- Eana hungariae  Razowski, 1958
- Eana idahoensis  Obraztsov, 1963
- Eana impunctana  Strand, 1901
- Eana incanana  Stephens, 1852
- Eana incognitana  Razowski, 1959
- Eana incompta  Razowski, 1971
- Eana infuscata  Réal, 1953
- Eana italica  Obraztsov, 1950
- Eana jackhi  Razowski, 1959
- Eana joannisi  Schawerda, 1929
- Eana kuldjaensis  Razowski, 1959
- Eana legrandi  Réal, 1953
- Eana livonica  Réal, 1953
- Eana magnana  Hübner, 1818
- Eana margaritalis  Hübner, 1776
- Eana maroccana  Filipjev, 1935
- Eana monochromana  Lederer, 1859
- Eana montserrati  Réal, 1953
- Eana nervana  Joannis, 1908
- Eana nevadensis  Rebel, 1928
- Eana niveosana  Packard, 1866
- Eana osseana  Scopoli, 1763
- Eana pallida  Müller-Rutz, 1920
- Eana pallifrons  Razowski, 1958
- Eana paraliana  Zeller, 1872
- Eana penziana  Thunberg, 1791
- Eana plumbeana  Kennel, 1910
- Eana plumbeana  Durrant, 1906
- Eana pratana  Hübner, 1818
- Eana pratana  Réal, 1953
- Eana pseudolongana  Réal, 1953
- Eana pyrenaea  Réal, 1953
- Eana pyrenaica  Toll, 1954
- Eana quadripunctana  Haworth, 1811
- Eana rastrata  Meyrick, 1910
- Eana rielana  Réal, 1951
- Eana rundiapicana  Razowski, 1959
- Eana sarmarcandae  Razowski, 1958
- Eana schoenmanni  Razowski, 1959
- Eana similis  Razowski, 1965
- Eana solfatarana  Réal, 1953
- Eana stelviana  Milliére, 1874
- Eana styriacana  Herrich-Schäffer, 1849
- Eana subargentana  Obraztsov, 1963
- Eana subnervana  Razowski, 1956
- Eana tibetana  Caradja, 1939
- Eana venansoni  Réal, 1953
- Eana vetulana  Christoph, 1881
- Eana viardi  Réal, 1953
- Eana viridescens  Razowski, 1957